# Zabytki w Toruniu
Zabytki w Toruniu – najcenniejsze budowle świeckie i sakralne oraz mury miejskie, baszty i bramy na terenie Torunia.

## Charakterystyka

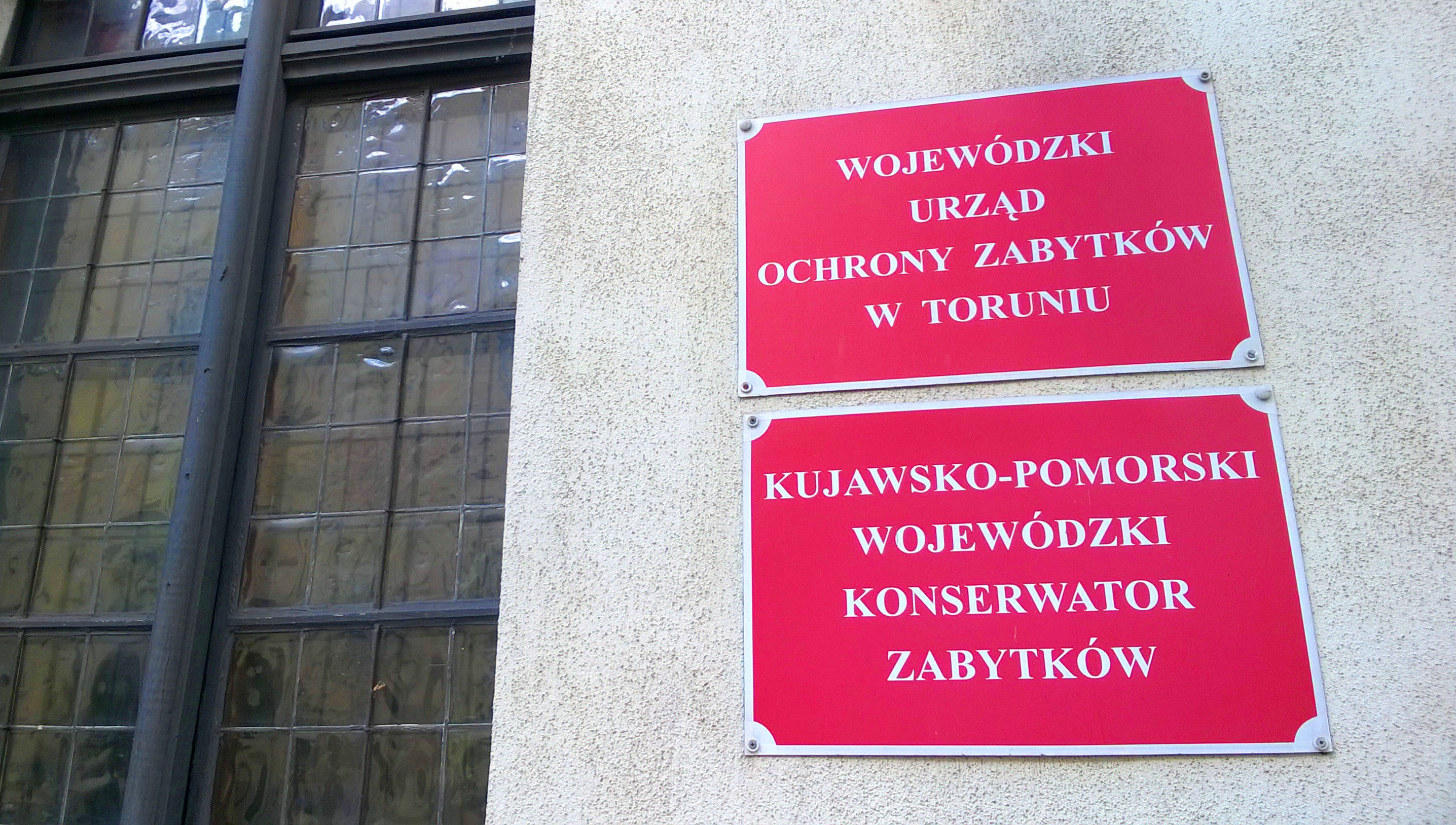
Siedziba wojewódzkiego konserwatora zabytków w Toruniu

Zespół Staromiejski Torunia jest jednym z najcenniejszych zespołów zabytkowych w Polsce.
Na obszarze Zespołu Staromiejskiego znajduje się ok. 150 obiektów wpisanych do rejestru zabytków.
Stare i Nowe Miasto 16 września 1994 roku uznane zostało za pomnik historii, natomiast w 1997 roku wpisano je na Listę Światowego Dziedzictwa Kulturowego UNESCO.
Zabytki Torunia znajdują się na Europejskim Szlaku Gotyku Ceglanego.

## Zespół Staromiejski

### Ulice

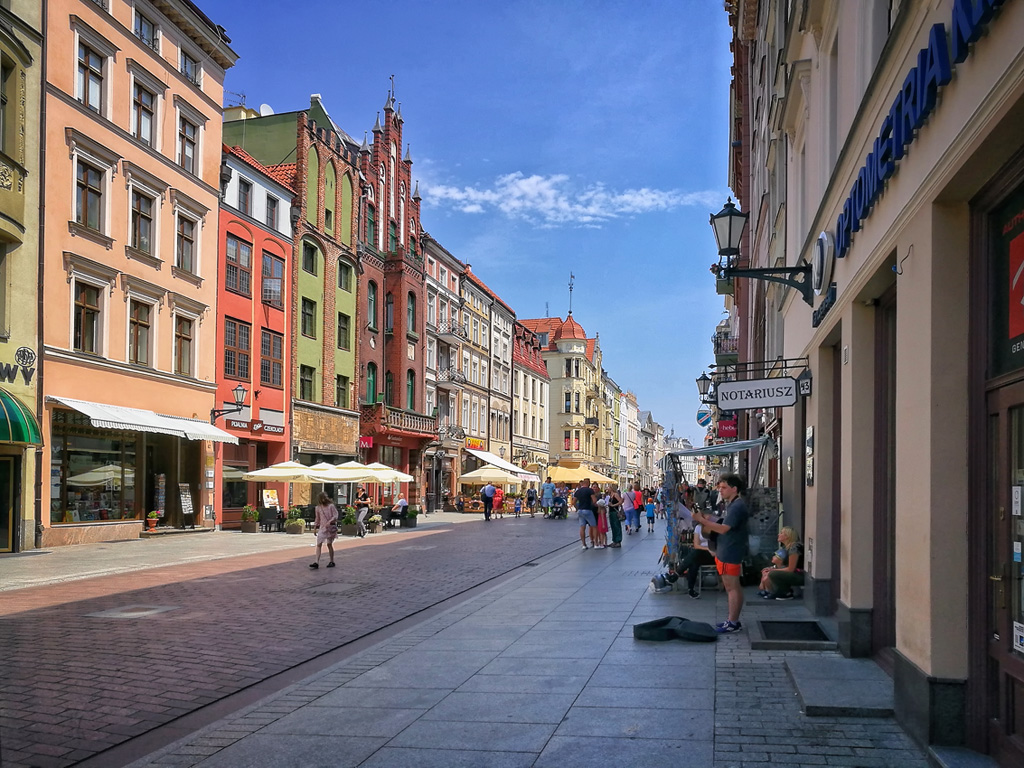
Ul. Szeroka w Toruniu

Wybrane ulice na terenie Zespołu Staromiejskiego:
- Ulica Szeroka – jedna z głównych ulic Starego Miasta, najruchliwsza ulica Zespołu Staromiejskiego, część najważniejszego traktu pieszego łączącego Rynek Nowomiejski z Rynkiem Staromiejskim.
- Ulica Mostowa – zaczyna się przy ul. Bulwar Filadelfijski, prowadzi przez bramę Mostową, przecina ul. Ciasną i dochodzi do ul. Szerokiej.
- Ulica Żeglarska – prowadzi od południowo-wschodniego narożnika Rynku Staromiejskiego do Bramy Żeglarskiej.
- Ulica Ciasna – składająca się z dwóch odcinków. Jeden z nich biegnie od południowo-wschodniego narożnika placu, przy którym stoi katedra św. św. Janów, drugi łączy ul. Mostową z ul. Podmurną i wychodzi na bramę prowadzącą na dawny teren zamkowy.
- Ulica Chełmińska – prowadzi od Rynku Staromiejskiego do pl. Teatralnego. Dawniej zamykała ją gotycka Brama Chełmińska.
- Ulica Podmurna – najdłuższa ulica w Zespole Staromiejskim. Biegnie wzdłuż linii wschodniego odcinka dawnych murów miejskich Starego Miasta.
- Ulica Bankowa – przebiega przy murach miejskich, od ul. Żeglarskiej do ul. Piekary.
- Ulica Fosa Staromiejska – przebiega po linii dawnych murów miejskich.
- Ulica Królowej Jadwigi – fragment najważniejszego traktu pieszego łączącego Rynek Nowomiejski z Rynkiem Staromiejskim.

### Kościoły
- Kościoły gotyckie

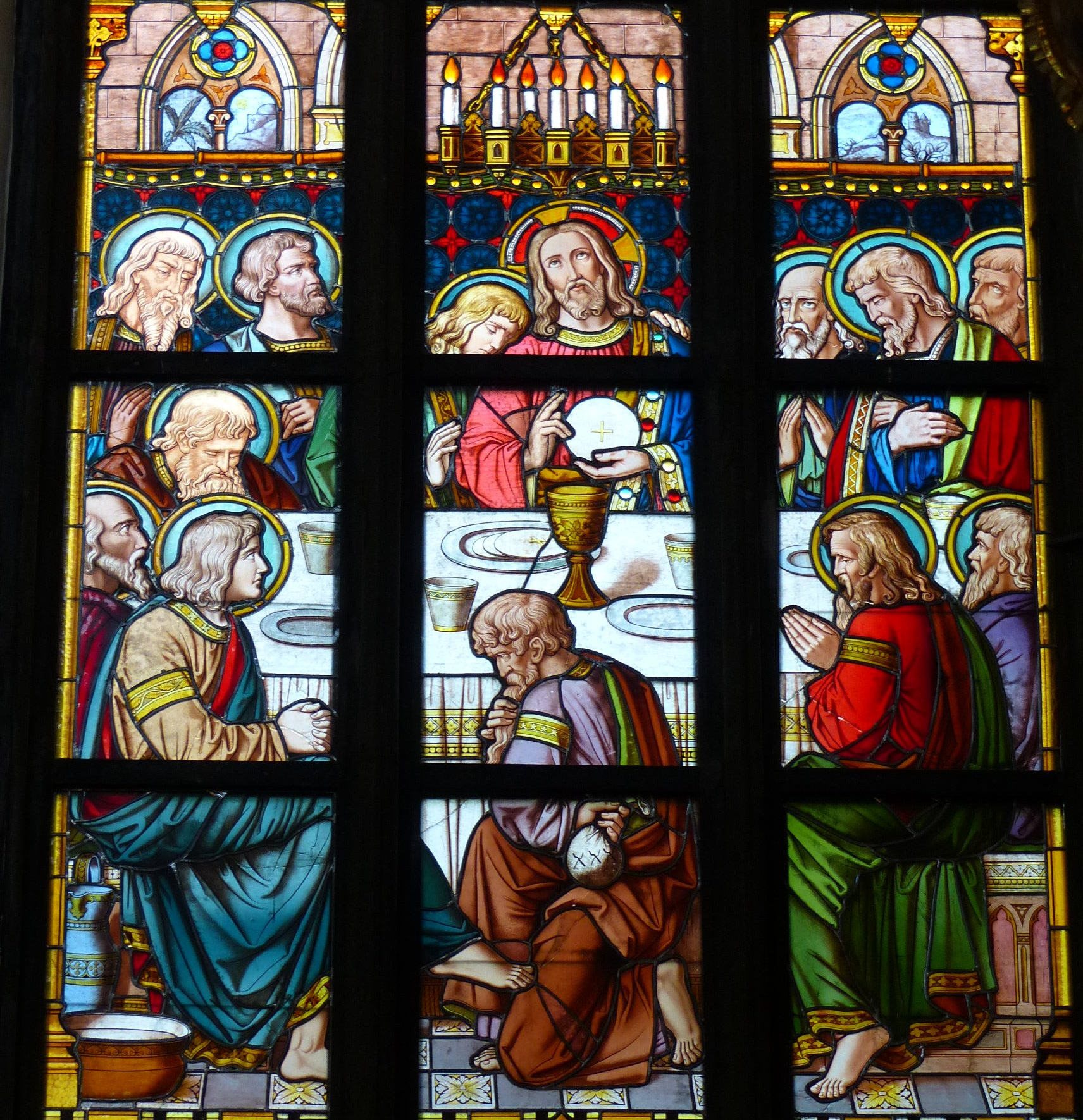
Witraż w bazylice katedralnej św. św. Janów w Toruniu

  - Katedra św. św. Janów Chrzciciela i Ewangelisty – kościół parafialny Starego Miasta. Odbywały się w nim wszystkie uroczystości miejskie, a zwłaszcza solenne nabożeństwa z udziałem królów odwiedzających Toruń. W l. 1530-83 należał do protestantów, w l. 1583-96 był kościołem zarówno protestanckim, jak i katolickim. W l. 1596-1772 należał do jezuitów. Od 1772 roku stał się ponownie kościołem parafialnym. W 1935 roku podniesiony do rangi bazyliki mniejszej, a od 1992 roku stał się bazyliką katedralną.
  - Kościół pofranciszkański Wniebowzięcia NMP – w l. 1557-1724 należał do protestantów, w l. 1724-1821 do zakonu bernardynów, od 1830 roku do dziś jest kościołem parafialnym.
  - Kościół św. Jakuba – parafialny Nowego Miasta. W l. 1345-1425 należał do cysterek, następnie benedyktynek. W l. 1557-1667 we władaniu protestantów, po czym ponownie wrócił do benedyktynek. Od 1832 roku ponownie stał się kościołem parafialnym i jest nim do dziś.
- Kościół późnobarokowy
  - kościół poewangelicki św. Ducha – dawny staromiejski zbór ewangelicki, powstał w l. 1753-56, od 1945 roku katolicki i służy toruńskiemu środowisku akademickiemu.
- Kościół neoromański
  - kościół poewangelicki św. Trójcy – od 1990 roku siedziba Fundacji TUMULT, w latach 1993-1999 miejsce Festiwalu Sztuki Zdjęć Filmowych Camerimage.
- Kościoły neogotyckie
  - Kościół św. Szczepana – powstał w l. 1902-1904, od 1945 roku należy do parafii ewangelicko-augsburskiej.
  - Kościół garnizonowy św. Katarzyny – powstał w l. 1894-97 jako kościół garnizonowy, początkowo ewangelicki, obecnie katolicki.
  - Kaplica ewangelicko-augsburska – pochodzi z 1846 roku. Należy do parafii ewangelicko-augsburskiej.

### Rynek i Ratusz Starego i Nowego Miasta
- Rynek Staromiejski i Ratusz Staromiejski
- Rynek Nowomiejski i Ratusz Nowomiejski

### Mury Miejskie
Mury miejskie, budowane od połowy XIII, rozbudowywane i modernizowane do XV w., w większości rozebrane w XIX w., najdłuższy odcinek zachował się wzdłuż Wisły, krótsze fragmenty wzdłuż ulic Podmurnej, Pod Krzywą Wieżą, Międzymurze, Wały Sikorskiego.

### Bramy i baszty

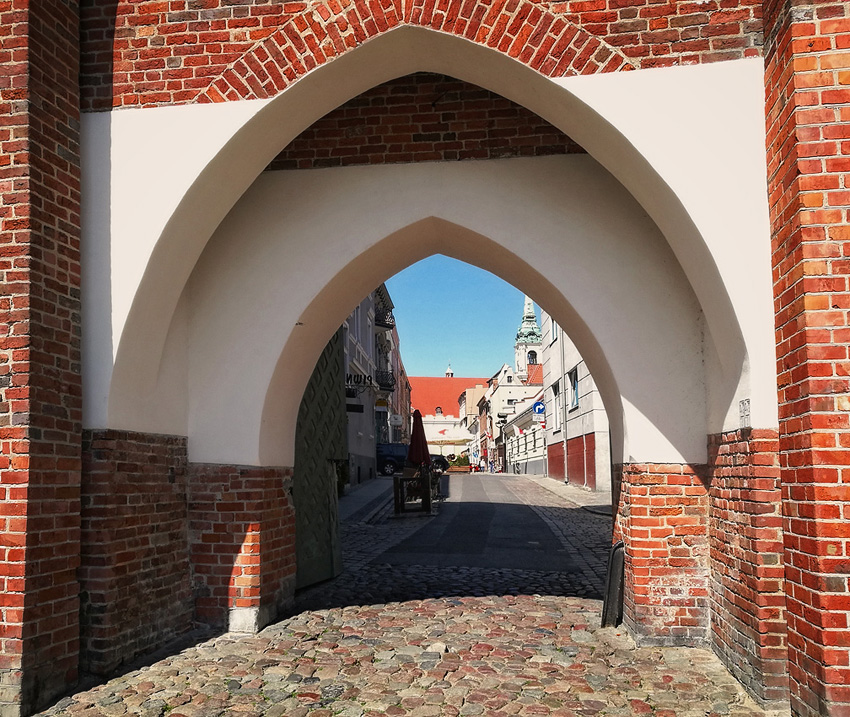
Brama Klasztorna w Toruniu

#### Bramy
- Mostowa – pochodzi z 1432 roku, była najpóźniejszą z gotyckich bram toruńskich. W średniowieczu była nazywana Promową – od promu na Wiśle. Obecną nazwę wzięła od mostu zbudowanego w l. 1497-1500. Zamyka wylot ulicy Mostowe.
- Klasztorna – wzniesiona w 1 połowie XIV w. Bramę zwano również św. Ducha – od kościoła pod tym wezwaniem, który stał wraz ze szpitalem i klasztorem benedyktynek poza murami miasta. Zamyka wylot ulicy św. Ducha.
- Żeglarska – powstała w 1 połowie XIV w. Zamyka ulicę Żeglarską.

#### Baszty
- Krzywa Wieża
- Monstrancja
- Gołębnik
- Żuraw
- Koci Łeb
- Wartownia
- Baszty przy ulicy Podmurnej

### Ruiny zamku krzyżackiego
Zamek krzyżacki był siedzibą komtura, został wzniesiony w XIII wieku i rozbudowany w XIV i XV Wieku. Zdobyty i zburzony przez mieszczan toruńskich po zwycięskim powstaniu przeciw zakonowi krzyżackiemu w 1454 roku. W następnych wiekach teren był bardzo zaniedbany. Dopiero w latach 1958–1966 teren zamku odgruzowano. Ważną datą był rok 1966, czyli rocznica 500-lecia Pokoju Toruńskiego, która przyczyniła się do ostatecznego zabezpieczenia i zagospodarowania ruin zamku krzyżackiego jako pomnika Pokoju Toruńskiego.

### Kamienice Starego i Nowego Miasta

#### Kamienice gotyckie
Znajdujące się na Starym Mieście
- „Dom Kopernika”. ul. Kopernika 17, koniec XV w., i połączona z nią kamienica przy Kopernika 15, późnogotycka z ok. poł. XIV w., fasady rekonstruowane w latach 60.
- Kopernika 21
- Kopernika 38, XV w.
- Rynek Staromiejski 9, koniec XIII w.
- Rynek Staromiejski 17, połowa XIII w. (przebudowana w XIV, XVI, XVII i XVIII wieku; zachowało się tu wiele elementów dawnej kamienicy gotyckiej)
- Rynek Staromiejski 20, około 1489 r.
- Rynek Staromiejski / ul. Panny Marii 2, XIV w.
- Piekary 9, około 1400 r.
- Rabiańska 8, XV w. – obecnie mieści Centrum Astronomiczne im. Mikołaja Kopernika PAN
- Rabiańska 24, początek XVI w.
- Żeglarska 5, XIII/XIV w.
- Żeglarska 7, około 1500 r.
- Żeglarska 9, XV w.
- Żeglarska 10, XV w.
- Żeglarska 13, XV w.
- Łazienna 3, XV w.
- Łazienna 5, XIV w.
- Łazienna 22, XV w. – jedna z najlepiej zachowanych gotyckich kamienic patrycjuszowskich w Polsce
- Franciszkańska 12, połowa XVI w.
- Szczytna 2, połowa XIV w.
- Szczytna 11
- Szczytna 13, XIV w.
- Szczytna 15, XV w.
- Szczytna 16, XV w.
- Szczytna 17,koniec XIV w.
- Mostowa 22, XV w.
- Mostowa 24, XV w.
- Szeroka 38, XIV/XV w. – najstarsza kamienica tej ulicy
- Chełmińska 14, XV w.
- Mostowa 6, trzy późnogotyckie kamienice, na początku XVI w. podczas przebudowy renesansowej połączono wspólną fasadą zwieńczoną półkolistymi szczytami flankowanymi sterczynami
- Piekary 20, XV w.

Znajdujące się na Nowym Mieście
- Królowej Jadwigi 9, XIV w.
- Sukiennicza 26, XV w.
- Wielkie Garbary 7, zespół trzech kamienic, kamienica środkowa – gotycka, lewa – renesansowa, prawa – barokowa z klasycystyczną fasadą, na gotyckich piwnicach
- Małe Garbary 6, początek XV w.

#### Kamienice renesansowe i manierystyczne
Znajdujące się na Starym Mieście
- Dom Eskenów
- Łazienna 4, koniec XVI w.
- Panny Marii 9, 2 połowa XVI w.
- Piekary 41, koniec XVI w.
- Piekary 25, przełom XVI i XVII w.
- Piekary 12, z XVI-XVII w.
- Rynek Staromiejski 19, ok. 1600
- Rynek Staromiejski 31, z 1653 r.
- Rabiańska 6, kamienica na zrębie gotyckim, przebudowana ok. 1625 r.
- Szeroka 40, XVII-wieczna

Znajdujące się na Nowym Mieście
- Królowej Jadwigi 3, połowa XVI w.
- Małe Garbary 7, połowa XVII w.
- Rynek Nowomiejski 23, XVII w.

#### Kamienice barokowe
Znajdujące się na Starym Mieście
- Kamienica pod Gwiazdą, ul. Rynek Staromiejski 35, 2. poł. XIII w., przebudowa połowa XVI wieku
- Łuk Cezara, ul. Piekary 37, z pierwszej ćwierci XVIII w.
- Pałac Dąmbskich, koniec XVII w.
- Kamienice Rösnera, ul. Chełmińska 28, dwie połączone kamienice gotyckie z około 1716 roku
- Kamienica Pod Aniołem, Rynek Staromiejski 29
- ul. Kopernika 19 na, obecnie mieści Instytut Geografii Polskiej Akademii Nauk
- Pałac Meissnerów
- Pałac Fengerów

Znajdujące się na Nowym Mieście
- Gospoda Pod Modrym Fartuchem, Rynek Nowomiejski 8
- Gospoda Bractwa Murarskiego, Rynek Nowomiejski 17
- Rynek Nowomiejski 5

### Inne zabytki

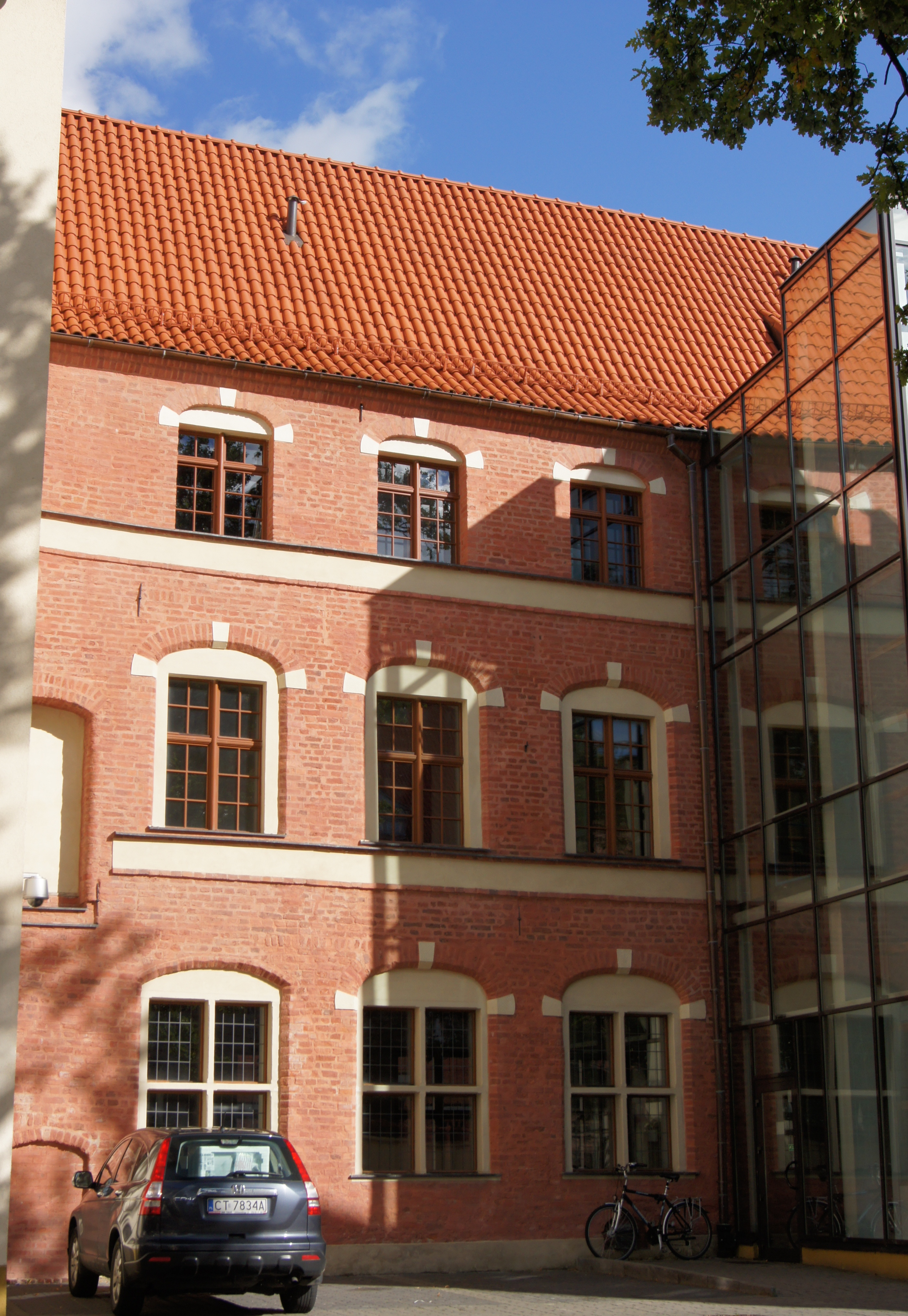
Dawny budynek bursy Gimnazjum Akademickiego, tzw. Ekonomia, obecnie siedziba wydziałów Sądu Okręgowego w Toruniu

#### Znajdujące się naStarym Mieście
- Dwór Artusa – reprezentacyjny i monumentalny gmach z 1891 roku, nawiązuje do poprzedniego z 1386 rozebranego na początku XIX wieku
- Dwór Bractwa św. Jerzego – gotycki, zbudowany po 1489 roku i przebudowany w duchu neogotyku łącznie z połączoną Basztą Wartownią w 1883 roku
- Apteka Królewska
- Hotel „Pod Trzema Koronami”
- Dawna Gospoda pod Turkiem – Kamienica pod Turkiem
- Ekonomia, zabytek z lat 1598–1601, w stylu renesansu niderlandzkiego z manierystyczną fasadą – bursa toruńskiego Gimnazjum Akademickiego
- dawne Kolegium jezuickie, ul. św. Jana 1/3, budynek barokowy z 1698 roku, w XIX wieku gmach został przebudowany i adaptowany na koszary wojskowe (usunięto m.in. sztukaterię z fasad)[potrzebny przypis]
- dawny Bank Rzeszy (obecnie Collegium Maximum UMK) – funkcje bankowe budynek pełnił nieprzerwanie do 2003 roku (jako siedziba Narodowego Banku Polskiego), kiedy został przekazany Uniwersytetowi Mikołaja Kopernika
- Collegium Maius UMK – zbudowano w 1907 roku jako siedzibę Szkoły Przemysłowej. W okresie międzywojennym stanowił siedzibę Urzędu Wojewódzkiego Pomorskiego, od 1945 roku w posiadaniu UMK

#### Znajdujące się naNowym Mieście
- Apteka Pod Złotym Lwem
- Generałówka, ul. Przedzamcze 3, barokowy dworek z XVIII wieku, na obszarze zamku krzyżackiego
- Budynek Towarzystwa Naukowego z 1882, ul. Wysoka 16
- magazyn prowiantowy, ul. Dominikańska 9
- gmach I LO, gmach neogotycki z 1855 roku

## Twierdza Toruń
XIX-wieczna Twierdza Toruń składa się z ponad 150 obiektów (w tym 15. dużych fortów). Fortyfikacje toruńskie są zabytkami techniki wojennej i tworzą unikatowy system fortyfikacji na skalę europejską. Twierdza Toruń do rejestru zabytków została wpisana w 1971 roku.

## Zabytki poza zespołem staromiejskim

### Barbarka
Wybrane zabytki znajdujące się na Barbarce:
| Zdjęcie | Nazwa                | Rok powstania |
| ------- | -------------------- | ------------- |
|         | kaplica św. Barbary  | 1842          |
|         | cmentarz św. Barbary | 1842          |
|         | Chwalebne kamienie   | ok. 1919      |

### Bielany
Wybrane zabytki znajdujące się na Bielanach:
| Zdjęcie | Nazwa | Rok powstania |
| ------- | --- | ------------- |
|         | Dwór Bielański | XVII/XVIII w. |
|         | dawny budynek Królewskiego Kolegium Nauczycielskiego, obecnie siedziba Kujawsko-Pomorskiego Funduszu Pożyczkowego | koniec XIX w. |
|         | Stacja pomp Stare Bielany                                                                                         | 1894          |
|         | 6. Samodzielny Oddział Geograficzny                                                                               |               |
|         | Wyższe Seminarium Duchowne Diecezji Toruńskiej                                                                    |               |
|         | Zespół klasztorny ojców redemptorystów wraz z kościołem pw. św. Józefa                                            | 1962          |

### Bydgoskie Przedmieście
Od 2011 roku dzielnica znajduje się w wojewódzkiej ewidencji zabytków (historyczny układ urbanistyczny Bydgoskiego Przedmieścia i Rybaków).

### Mokre
Wybrane zabytki znajdujące się na Mokrem:
| Zdjęcie | Nazwa                                             | Rok powstania |
| ------- | ------------------------------------------------- | ------------- |
|         | młyn zbożowy Richtera                             | XIX wiek      |
|         | fabryki maszyn Born i Schütze                     | 1856          |
|         | Cerkiew św. Mikołaja                              | 1888          |
|         | Kościół Matki Boskiej Zwycięskiej wraz z plebanią | 1907          |
|         | Kościół Chrystusa Króla                           | 1930          |

### Chełmińskie Przedmieście
Wybrane zabytki znajdujące się na Chełmińskim Przedmieściu:
| Zdjęcie | Nazwa                                                     | Rok powstania |
| ------- | --------------------------------------------------------- | ------------- |
|         | Cmentarz św. Jerzego                                      | 1811          |
|         | Cmentarz Najświętszej Marii Panny                         | 1919          |
|         | Budynek Przedszkola Miejskiego nr 6 im. Wandy Chotomskiej |               |
|         | Lodowisko Tor-Tor im. Józefa Stogowskiego                 | 1960          |

### Jakubskie Przedmieście
Wybrane zabytki znajdujące się na Jakubskim Przedmieściu:
| Zdjęcie | Nazwa               | Rok powstania | Uwagi |
| ------- | ------------------- | ------------- | ----- |
|         | Cmentarz żydowski   | XVIII w.      |       |
|         | Cmentarz św. Jakuba | 1817          |       |
|         | fort św. Jakuba     | 1833/1884     |       |

### Winnica
Wybrane zabytki znajdujące się na Winnicy:
| Zdjęcie | Nazwa                 | Rok powstania | Uwagi |
| ------- | --------------------- | ------------- | --- |
|         | budynek mieszkalny    | 1902          | Dawny młyn wodny, wzniesiony XIII w., tzw. Trzeposz (niem.Treposch). Początkowo drewniany, wielokrotnie przebudowywany, ostatecznie w 1902 r. zaadaptowany na cele mieszkalne – do 1944 r. mieścił się tam letni pensjonat dla niemieckich oficerów. Do młyna prowadziła istniejąca do dziś, lecz zachowana we fragmencie ul. Droga Trzeposka. Młyn zasilany był wodą z nieistniejącego dziś stawu młyńskiego zlokalizowanego ok. 100 m w kierunku wschodnim |
|         | budynki mieszkalne    | XIX w.        | Domy ryglowe z końca XIX w. przy ul. Winnica, Ścieżka Szkolna, Antczaka i Studziennej, niektóre z zachowanymi drewnianymi gankami |
|         | Gazownia              | 1945          | |
|         | Fort I Twierdzy Toruń | 1892          | Początkowo standardowy fort artyleryjski, po przebudowie fort pancerny |

### Rudak
Wybrane zabytki znajdujące się na Rudaku
| Zdjęcie | Nazwa                     | Rok powstania | Uwagi                         |
| ------- | ------------------------- | ------------- | ----------------------------- |
|         | Cmentarz na Rudaku        | XVII w.       |                               |
|         | Fort Kolejowy             | 1866          | Standardowy fort artyleryjski |
|         | Fort XV Twierdzy Toruń    | 1894          |                               |
|         | kościół Opatrzności Bożej | 1909          |                               |
|         | Figura Chrystusa          | 1922          |                               |

### Kaszczorek
Wybrane zabytki znajdujące się w Kaszczorku:
| Zdjęcie | Nazwa                                | Rok powstania | Uwagi |
| ------- | ------------------------------------ | ------------- | --- |
|         | Kościół Podwyższenia Krzyża Świętego | 1321          | |
|         | most żelbetowo-stalowo-drewniany     | 1893          | |
|         | ichtiofaunistyczny rezerwat przyrody | 1961          | Ochronie gatunkowej podlegają: pstrąg potokowy, łosoś, certa i troć wędrowna. Przy ujściu Drwęcy do Wisły żyje minóg rzeczny. Rzeka stanowi naturalną historyczną granicę pomiędzy ziemią chełmińską a ziemią dobrzyńską. |

### Podgórz
Wybrane zabytki znajdujące się na Podgórzu:
- ruiny Zamku Dybów,
- kościół św. Piotra i Pawła,
- budynek ratusza z pocz. XX wieku.